# 自治殖民地
自治殖民地是指自治地位較直轄殖民地更高的大英帝国殖民地，自治殖民地的政府通過選舉產生。自治殖民地的民选政治人物能够獨立做出許多決策，並且無需大英帝國的同意。这与英国直轄殖民地有所不同，直轄殖民地的总督具有實權，而且由英国政府直接任命。